# درک کالینز
درک کالینز (انگلیسی: Derek Collins؛ زادهٔ ۱۵ آوریل ۱۹۶۹) بازیکن فوتبال اهل بریتانیا است.
از باشگاه‌هایی که در آن بازی کرده است می‌توان به باشگاه فوتبال پاتریک تیسل، باشگاه فوتبال پرستون نورث اند، باشگاه فوتبال هیبرنین، و باشگاه فوتبال گرینوک مورتون اشاره کرد.